# XXVII Liceum Ogólnokształcące im. Tadeusza Czackiego w Warszawie

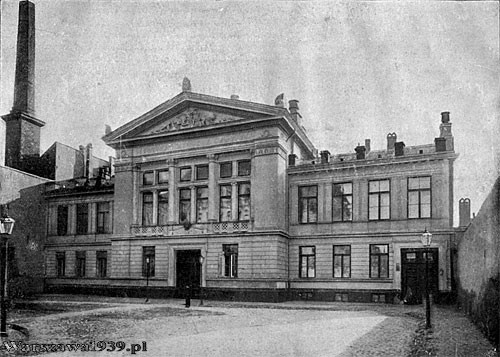
Budynek przy ul. Kapucyńskiej 21, projektu Adama Szyllera i Antoniego Jabłońskiego-Jasieńczyka, w którym w okresie międzywojennym mieściła się siedziba szkoły

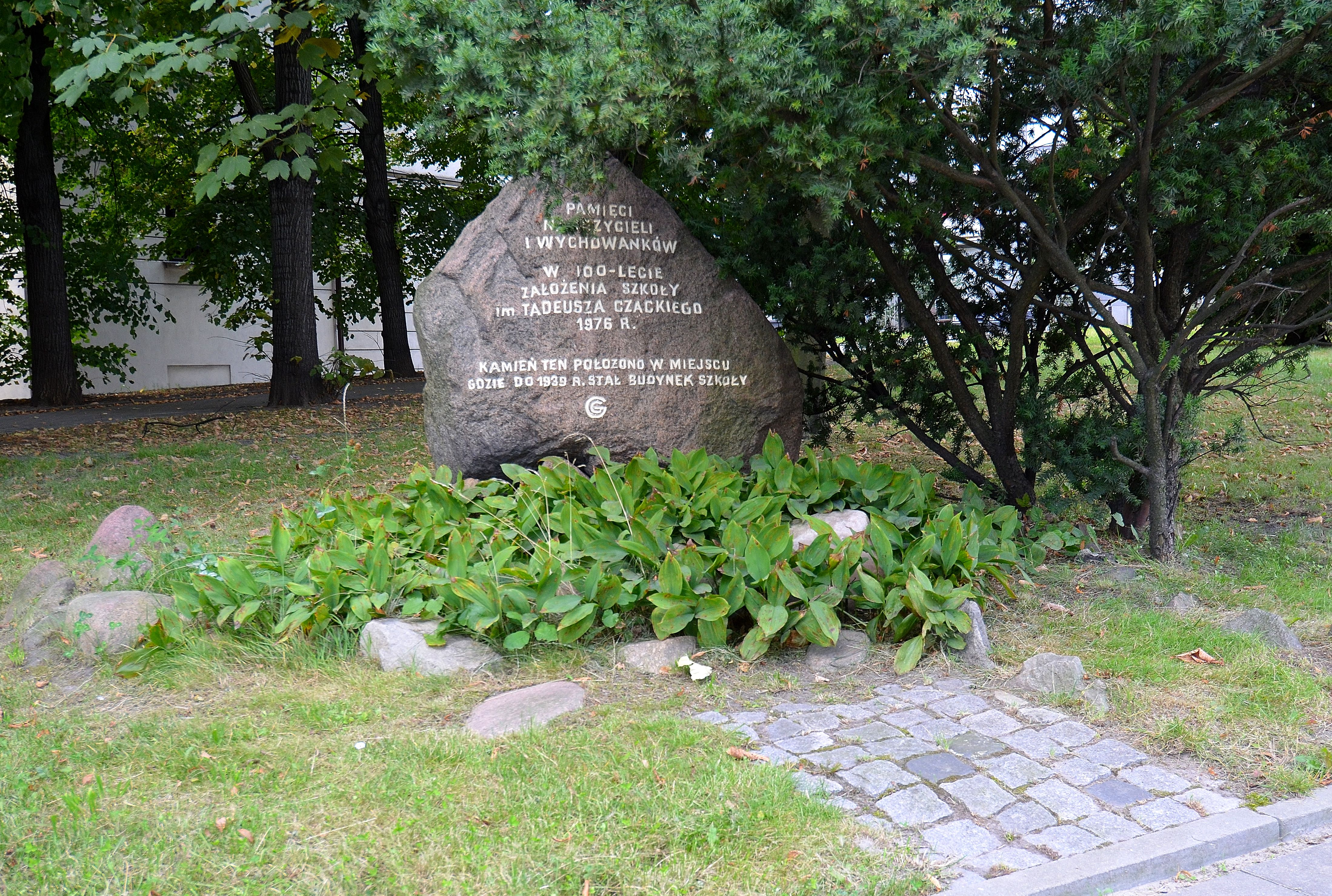
Kamień pamiątkowy w miejscu, w którym mieściła się dawna siedziba szkoły (dawna ul. Kapucyńska 21). Każdego roku odbywają się przy nim uroczystości związane z rozpoczęciem roku szkolnego.

XXVII Liceum Ogólnokształcące im. Tadeusza Czackiego – liceum ogólnokształcące znajdujące się przy ul. Polnej 5 w Warszawie. Jedna z najstarszych warszawskich szkół średnich.

## Historia
Szkoła została założona w 1876 roku przez Urząd Starszych Zgromadzenia Kupców Miasta Warszawy jako sześcioklasowa szkoła realna przy ul. Złotej (później ul. Składowej). Językiem wykładowym był rosyjski. W 1901 roku kierownikiem i właścicielem szkoły został geograf Witold Wróblewski. W grudniu 1905 roku wybuchł strajk szkolny, dlatego władze carskie podjęły decyzję o zamknięciu szkoły. W grudniu 1906 została ona ponownie otwarta, z językiem wykładowym polskim.
Od 1910 roku w szkole działała najstarsza w Polsce drużyna harcerska im. Szymona Konarskiego. W 1918 szkoła została upaństwowiona.
W okresie międzywojennym działała pod nazwą II Państwowe Gimnazjum Męskie imienia Tadeusza Czackiego. Siedziba szkoły znajdowała się w budynku przy ulicy Kapucyńskiej 21.
W 1946 roku działalność szkoły została wznowiona. Siedziba szkoły znajdowała się przy ulicach: Jagiellońskiej, Drewnianej, Karowej, a od 1967 roku znajduje się przy ulicy Polnej 5.

## Miejsca w rankingach
| Nazwa rankingu / rok                                    | 2023 | 2022 | 2021 | 2020 | 2019 | 2018 | 2017 | 2016 | 2015 | 2014 |
| ------------------------------------------------------- | ---- | ---- | ---- | ---- | ---- | ---- | ---- | ---- | ---- | ---- |
| Ranking "Perspektywy" (ogólnopolski)                    | 8    | 6    | 6    | 8    | 10   | 13   | 9    | 11   | 10   | 17   |
| Ranking WaszaEdukacja.pl (ogólnopolski)                 | 2    | 2    | 1    | 4    | -    | -    | -    | -    | -    | -    |
| Ranking "Perspektywy" (Warszawa)                        | 3    | 2    | 2    | 2    | 4    | 6    | 3    | 6    | 4    | 8    |
| Ranking WaszaEdukacja.pl (Warszawa)                     | 1    | 2    | 1    | 2    | 4    | 5    | 3    | -    | -    | -    |
| Ranking Maturalny "Perspektywy" (ogólnopolski)          | 7    | 2    | 1    | 4    | 9    | 7    | 7    | 6    | 5    | 9    |
| Ranking Szkół Olimpijskich "Perspektywy" (ogólnopolski) | 12   | 7    | 7    | 9    | 14   | 37   | 14   | 16   | 16   | -    |

*rankingi WaszaEdukacja.pl są szersze, niż rankingi "Perspektyw", ponieważ uwzględniają wartość dodaną, stąd średnio wyższe notowania liceum w rankingach WaszaEdukacja.pl.

## Dyrektorzy
- od 2011 – Anna Koszycka
- 1987 – 2011 – Teresa Elmerych-Kuran
- 1974 – 1987 – Stanisław Czubaty
- 1965 – 1972 – Eugeniusz Religa
- 1962 – 1965 – Kazimierz Szukalski
- 1955 – 1962 – Irena Porębska
- 1927 – 1950 – Eugeniusz Sopoćko
- 1901 – 1927 – Witold Wróblewski
- 1894 – 1901 – Jan Trejdosiewicz
- 1876 – 1894 – Jan Pankiewicz

## Absolwenci (m.in.)
- Janusz Atlas – dziennikarz sportowy[54]
- Sławomir Biskupski − powstaniec warszawski
- Tadeusz Borowski – aktor[55]
- Tadeusz Borowski – pisarz
- Marek Goliszewski – przedsiębiorca
- Marcin Iwiński – przedsiębiorca, założyciel firmy CD Projekt
- Lech Jaworski – polityk
- Karol Kiedrzyński – rotmistrz Wojska Polskiego, kawaler Virtuti Militari
- Stefan Kisielewski (Kisiel) – prozaik, publicysta, kompozytor
- Tomek Lipiński – muzyk rockowy
- Wojciech Mann – dziennikarz muzyczny
- Katarzyna Nazarewicz – dziennikarka
- Andrzej Olechowski – polityk
- Tadeusz Płużański – historyk filozofii, pisarz
- Andrzej Prus – aktor
- Leonard Sosnowski – fizyk, profesor UW
- Ewa Smuk Stratenwerth – ekolożka i społeczniczka
- Jan Tarnowski – porucznik piechoty Wojska Polskiego, kawaler Virtuti Militari
- Witold Tomassi – fizykochemik, profesor UW i WAT w Warszawie oraz WSI w Radomiu
- Andrzej Trzebiński – poeta, dramaturg
- Jan Twardowski – ksiądz, poeta
- Małgorzata Walewska – śpiewaczka
- Kuba Wojewódzki – dziennikarz muzyczny i radiowy
- Wacław Zalewski – inżynier budowlany, architekt
- Kazimierz Zawadzki – sędzia, działacz państwowy, poseł na Sejm PRL

## Pracownicy (m.in)
- Maciej Tataj – były nauczyciel WF, piłkarz Korony Kielce
- Stanisław Adamczewski – w okresie dwudziestolecia międzywojennego nauczyciel języka polskiego, równocześnie wykładowca Uniwersytetu Warszawskiego, po II wojnie profesor historii literatury Uniwersytetu Łódzkiego.